# Cochemiea viridiflora
Cochemiea viridiflora es una especie de planta suculenta perteneciente al género Cochemiea, dentro de la familia Cactaceae. Se distribuye desde Arizona hasta el suroeste de Nuevo México y anteriormente se le conocía como Mammillaria viridiflora.

## Descripción
Cochemiea viridiflora es una especie de cactus de tallos aplanados que van de esféricos a cilíndricos cortos y que por los general no son ramificados. Tienen la porción superior de la raíz primaria algo engrosada y suculenta. 
Los tallos están cubiertos de tubérculos que no contienen savia lechosa, están dispuestos en espiral y miden de 0,5 a 1,7 cm de largo. Las axilas (espacio que hay entre los tubérculos), parecen desnudas. Las areolas tienen de 1 o 4 espinas centrales de color blanco o marrón y blanco, miden de 1 a 2 cm de largo y todas tienen forma de gancho. También hay de 15 a 23 espinas marginales en forma de cerdas, rígidas y del mismo color que las centrales. 
Las flores son de color crema a blanco verdoso o rosa rosado con una franja central rosada. Miden de 1,5 a 3,0 cm de largo y de 1,2 a 4,2 de diámetro y los tépalos tienen márgenes largos con flecos. Los frutos son verdes o morados, con forma ovoide y miden de 0,6 a 2,2 cm de largo. En su interior contienen semillas de color marrón oscuro y reticuladas.

## Distribución y hábitat
El área de distribución nativa de esta especie es desde Arizona hasta el suroeste de Nuevo México y crece principalmente en el bioma desértico o de matorral seco. Concretamente se desarrolla en grietas de piedras y alrededor de rocas de pastizales, chaparrales interiores, bosques de pinos, enebros y robles, a elevaciones de 800 a 2000 metros de altitud.

## Taxonomía
La primera descripción de esta especie fue como Neomammillaria viridiflora, publicada en 1923 por los botánicos estadounidenses Nathaniel Lord Britton y Joseph Nelson Rose en el libro The Cactaceae; descriptions and illustrations of plants of the cactus family 4: 153.
Posteriormente, los botánicos Peter B. Breslin y Lucas C. Majure colocaron la especie en el género Cochemiea, pasando a llamarse Cochemiea viridiflora y anotando estos cambios en la revista científica Taxon 70: 320 en el año 2021.
Etimología
- Cochemiea: nombre genérico que hace referencia a la tribu indígena Cochimí, que en el pasado ocupó un gran territorio de Baja California y cuya área es parte del área de distribución natural de este género.
- viridiflora: epíteto específico que deriva de las palabras latinas viridis (que significa "verde") y flora (que significa "flor" o "florecer"), haciendo referencia al característico color verdoso de las flores de esta especie.[5]

Sinonimia
- Chilita viridiflora (Britton & Rose) Orcutt (1926)
- Fimbriatocactus viridiflorus (Britton & Rose) Guiggi (2023)
- Mammillaria chavezei Cowper (1963)
- Mammillaria orestera L.D.Benson (1969)
- Mammillaria viridiflora (Britton & Rose) Boed. (1933)
- Mammillaria wrightii subsp. viridiflora (Britton & Rose) Lodé (2022)
- Mammillaria wrightii var. viridiflora (Britton & Rose) W.T.Marshall (1950)
- Neomammillaria viridiflora Britton & Rose (1923)

## Estado de conservación
En la Lista Roja de Especies Amenazadas de la UICN, la especie está clasificada como de “Preocupación Menor (LC)”.

## Usos
Se cultiva principalmente como planta ornamental y su propagación se realiza a través de esquejes o semillas.